# Яблонски, Гюнтер
Гю́нтер Ябло́нски (нем. Günter Jablonski; род. 7 января 1944) — рядовой пограничных войск ГДР.

## Биография
19 мая 1962 года Гюнтер Яблонски застрелил своего командира Манфреда Вайсса и бежал через границу в ФРГ. 14 декабря 1962 года земельный суд в Швайнфурте приговорил Яблонски за убийство Вайсса к девяти годам тюремного заключения. Яблонски по условно-досрочному освобождению вышел 1 марта 1968 года. Решением участкового суда в Мюнхберге от 3 марта 1971 года Яблонски был освобождён от отбывания оставшегося срока.
18 декабря 1978 года Яблонски с семьёй намеревался добраться по транзитному маршруту через территорию ГДР в Западный Берлин и был арестован пограничниками ГДР на контрольно-пропускном пункте Хельмштедт-Мариенборн. Верховный военный суд в Берлине приговорил Гюнтера Яблонски 12 июня 1979 года к пожизненному лишению свободы за убийство старшины наряда и дезертирство при отягчающих обстоятельствах. Апелляционная жалоба Яблонски была отклонена приговором Верховного суда ГДР от 25 июля 1979 года. Яблонски был освобождён 15 декабря 1988 года и выслан в ФРГ. Яблонски потребовал возмещения ущерба и получил отказ. После длительного судебного разбирательства Федеральный административный суд Германии 24 октября 2002 года присудил Яблонски возмещение в размере 37 200 евро.